# Vogel (Alpy Julijskie)

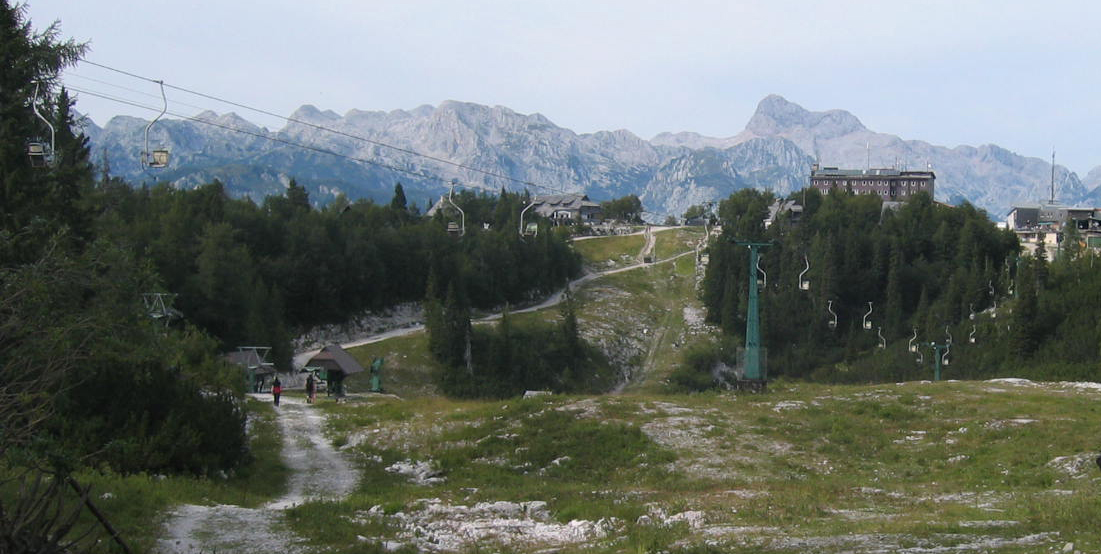
Vogel latem

Vogel – szczyt o wysokości 1922 w południowo-wschodniej części Alp Julijskich w Słowenii, w granicach Triglavskiego Parku Narodowego. Jest znany przede wszystkim z ośrodka narciarskiego tej samej nazwy, który sięga do szczytu bocznego o nazwie Šija i wysokości 1880.

## Położenie
Vogel leży około 25 km na południowy zachód od Bledu w południowo-wschodniej części Alp Julijskich. Jest częścią składową grzbietu górskiego Spodnje bohinjske, który ciągnie się w kierunku równoleżnikowym z przełęczy Bohinjska Vratca (Bohinjskie Wrota, 1803 m) i prowadzi na wschód przez przełęcz Vratca do odległego o kilometr szczytu Šija. Na południowy zachód od Vogla ciągnie się wyraźny grzbiet, Zabiški Kuk, który kończy się szczytem o wysokości 1844. Na północny wschód od góry rozciąga się Dolina Bohinjska z Jeziorem Bohinjskim (Bohinjsko jezero). Na południowy zachód leży Tolmin w dolinie Soczy.
Góra jest do wysokości około 1300 m zalesiona, powyżej charakteryzuje krajobraz kosodrzewina i roślinność strefy alpejskiej. Obszar jest częścią Triglavskiego Parku Narodowego.

## Ośrodek narciarski
Ośrodek narciarski Vogel – jeden z siedmiu najważniejszych w Słowenii – oferuje bezpośredni widok na Triglav; rozpościera się na północ od góry, od osady Ukanc (569 m) na zachodnim brzegu Jeziora Bohinjskiego. Kolej gondolowa wiedzie do płaskowyżu Rjava skala na wysokości 1537 m, skąd jest widok na Kotlinę Bohinjską. Ponadto ośrodek narciarski składa się z pięciu wyciągów krzesełkowych i parku snowboardowego. Najwyższym punktem obsługiwanym przez wyciągi jest stacja Šija na wysokości 1880 m. Razem z Kaninem, jest jednym z rzadkich ośrodków narciarskich w Słowenii, które oferują warunki gór wysokich oraz ciekawe możliwości narciarstwa pozatrasowego. Ośrodek jest bardzo nasłoneczniony i bogaty w śnieg naturalny (sztuczne śnieżenie jest zabronione, gdyż jest to park narodowy), co tłumaczy, dlaczego sezon trwa tu aż do początku maja.
Rozwój narciarstwa rozpoczął się w 1964. Kolej gondolowa została w 2001 wyremontowana. Jest w przeciwieństwie do innych wyciągów w użyciu także latem. W tym samym roku nowy, 4-osobowy wyciąg krzesełkowy (Orlove glave) zastąpił stary, który stał się przestarzały. Nartostrady są niezbyt trudne i mają niewielkie długości i deniwelacje (maksymalnie 170 m), z wyjątkiem długiej trasy czerwonej, obsługiwanej przez 2-osobowy wyciąg krzesełkowy Zadnji Vogel.

## Szlaki
Vogel jest ulubiony przez turystów górskich z powodu łatwego dostępu i dobrego widoku. Najłatwiejsze i najkrótsze podejście wiedzie ze stacji kolei gondolowej łatwym, znakowanym szlakiem pieszym na szczyt. Inne szlaki z Ukanca na północy, z Tolminskich Ravnych (ok. 900 m) powyżej Tolmina na południowym zachodzie i z Kneškich Ravnych (ok. 800 m) na południowym wschodzie nie są w żadnym wypadku trudne, ale zasadniczo dłuższe. Ponadto wejście na Vogel jest częścią przejścia grzbietem. Znajduje się także na trasie Słoweńskiego Szlaku Górskiego. Zimą jest Vogel ulubionym celem narciarstwa tourowego. Schroniskami turystycznymi w rejonie szczytu są schronisko Merjasec na Voglu przy stacji kolei gondolowej (1535 m) i schronisko na hali Razor (Koča na planini Razor, 1315 m) na szlaku z Tolminskich Ravnych na południowym zachodzie.

## Galeria

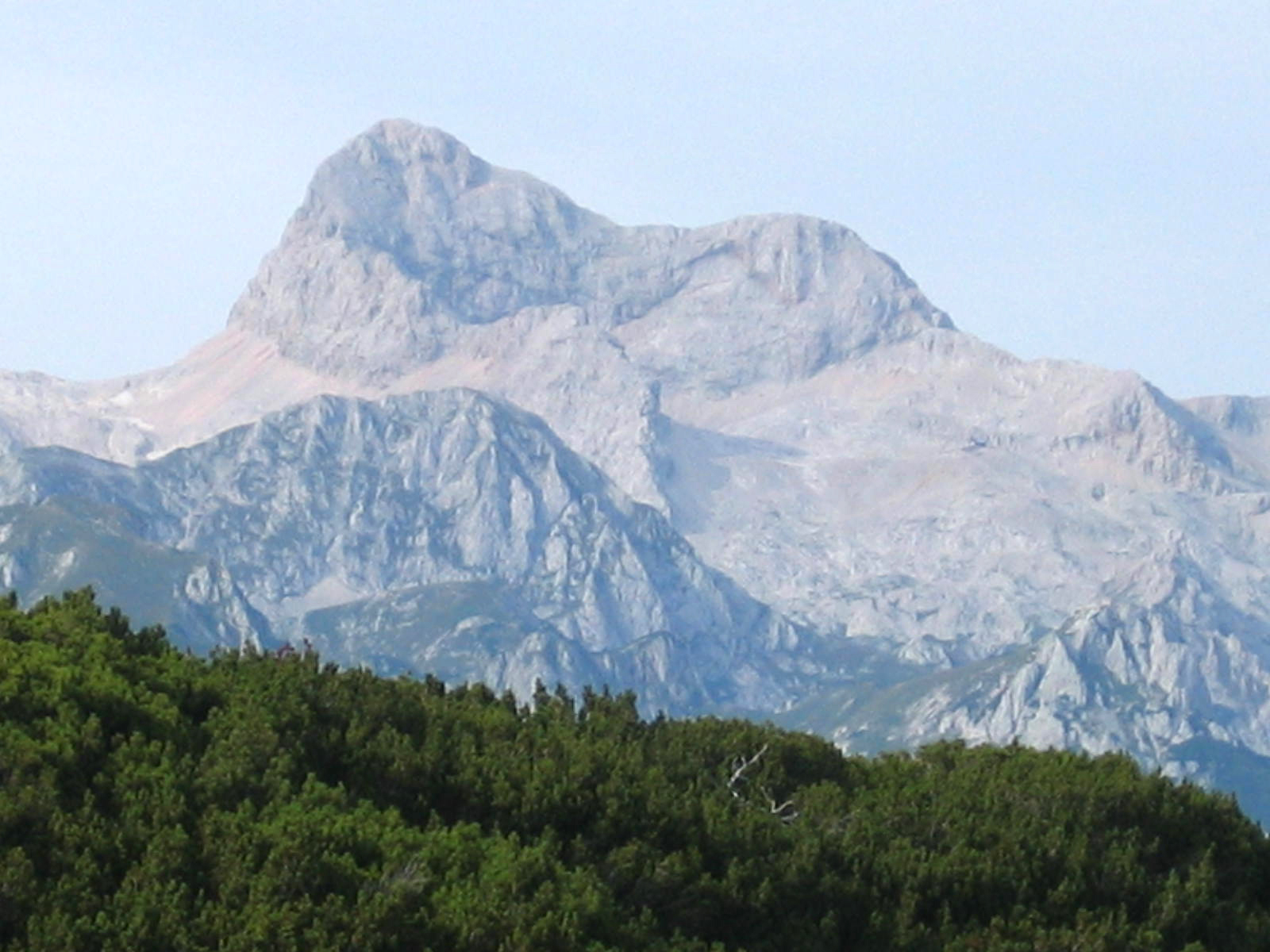
Widok na Triglav
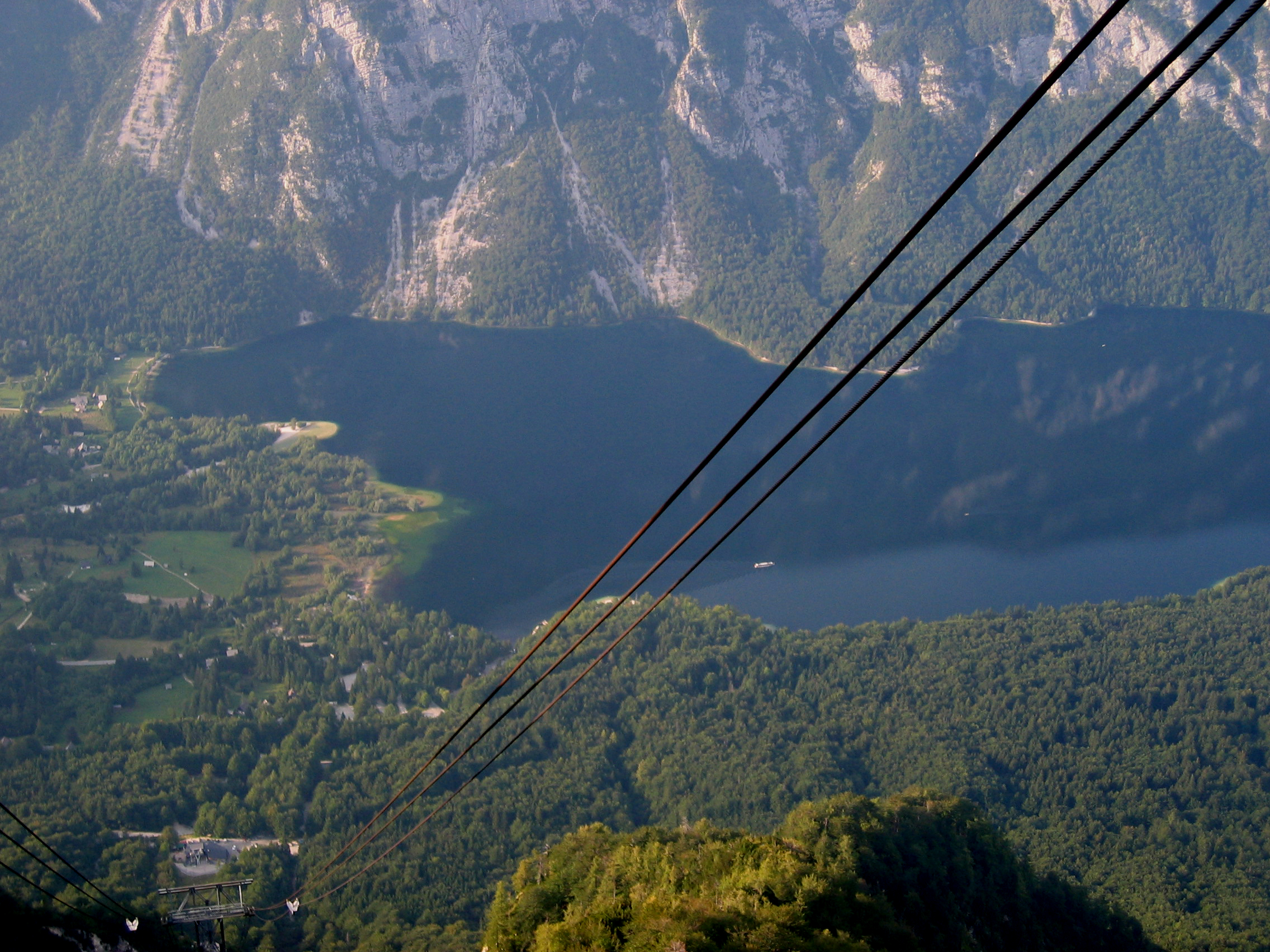
Widok na Jezioro Bohinjskie (Bohinjsko jezero)
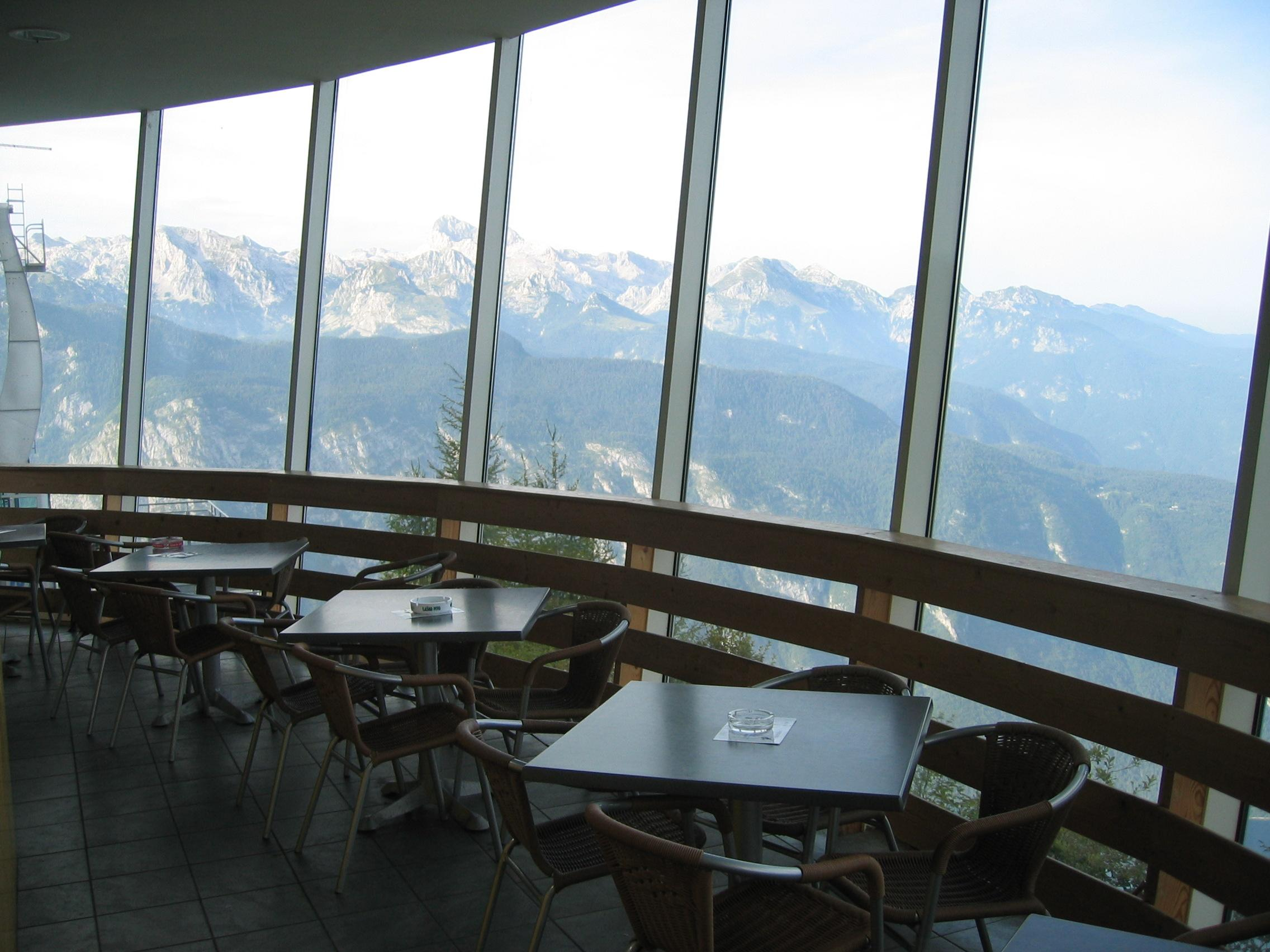
Restauracja panoramiczna